# Cynanchum junciforme
Cynanchum junciforme är en oleanderväxtart som först beskrevs av Joseph Decaisne, och fick sitt nu gällande namn av S. Liede. Cynanchum junciforme ingår i släktet Cynanchum och familjen oleanderväxter. Inga underarter finns listade i Catalogue of Life.